# Campionato FIA di Formula 3
Il campionato FIA di Formula 3 (ufficialmente denominato FIA Formula 3 Championship), è un campionato automobilistico per vetture a ruote scoperte in circuito, che si svolge dal 2019 come categoria di supporto alla Formula 1. L'esordio della serie è avvenuto nel weekend di gare l'11 e 12 maggio 2019, presso il Circuito di Catalogna a Barcellona.
L'attuale detentore del titolo è l'italiano Leonardo Fornaroli, mentre la squadra italiana Prema ha vinto l'ultimo titolo tra i team.

## Storia
Il campionato nasce nell'ambito del progetto Global Pathway della FIA, partito dalla necessità di aiutare i giovani piloti nel loro percorso dalla Formula 4 alla Formula 1. Questa serie si pone ad un livello intermedio tra i campionati di F3 regionali e la Formula 2.
Il 9 marzo 2018 viene annunciato ufficialmente dal Consiglio Mondiale della FIA che la stagione 2018 della GP3 diverrà l'ultima della categoria. Dalla stagione 2019, infatti, viene creato il nuovo Campionato FIA di Formula 3, nato dalla fusione tra la GP3 Series e la F3 europea. Tale campionato si svolge, come la GP3, all'interno dei week end di Formula 1 e Formula 2.
Alla prima stagione vengono ammesse dieci squadre, ognuna delle quali schiera tre piloti, per un totale di trenta partecipanti al via delle gare. L'esordio della categoria avviene in occasione del Gran Premio di Spagna 2019, sul tracciato di Barcellona, l'11 maggio.

## Aspetti tecnici

### La vettura
Trattandosi di un campionato monomarca, è ammesso un solo modello di vettura, progettato e costruito dalla Dallara, mentre il motore è fornito dalla Mecachrome, gli stessi fornitori delle vetture di Formula 2. I modelli di vettura proposti vengono aggiornati dopo tre anni di utilizzo. Come per Formula 1 e Formula 2, il fornitore unico di pneumatici è la Pirelli, che fornisce tre mescole specifiche, in modo da assicurare le mescole adatte per ogni circuito, e le vetture dispongono del sistema DRS.
La vettura rispetta tutti gli standard di sicurezza, ed è dotata di pannelli anti-intrusione e del sistema Halo.

### Specifiche Tecniche
- Motore: Mecachrome Aspirato 3,4 litri sei cilindri[6]
- Cambio: Hewland semi-automatico sequenziale a 6 velocità[5]
- Potenza: 380 CV[4]
- Velocità massima: 300 km/h[5]
- Accelerazione da 0 a 100 km/h: 3 secondi[5]

#### Tabella vetture
| Nr. | Denominazione   | Motore     | Stagioni di utilizzo |
| --- | --------------- | ---------- | -------------------- |
| 1   | Dallara F3 2019 | Mecachrome | 2019-                |

## Aspetti sportivi

### Gare

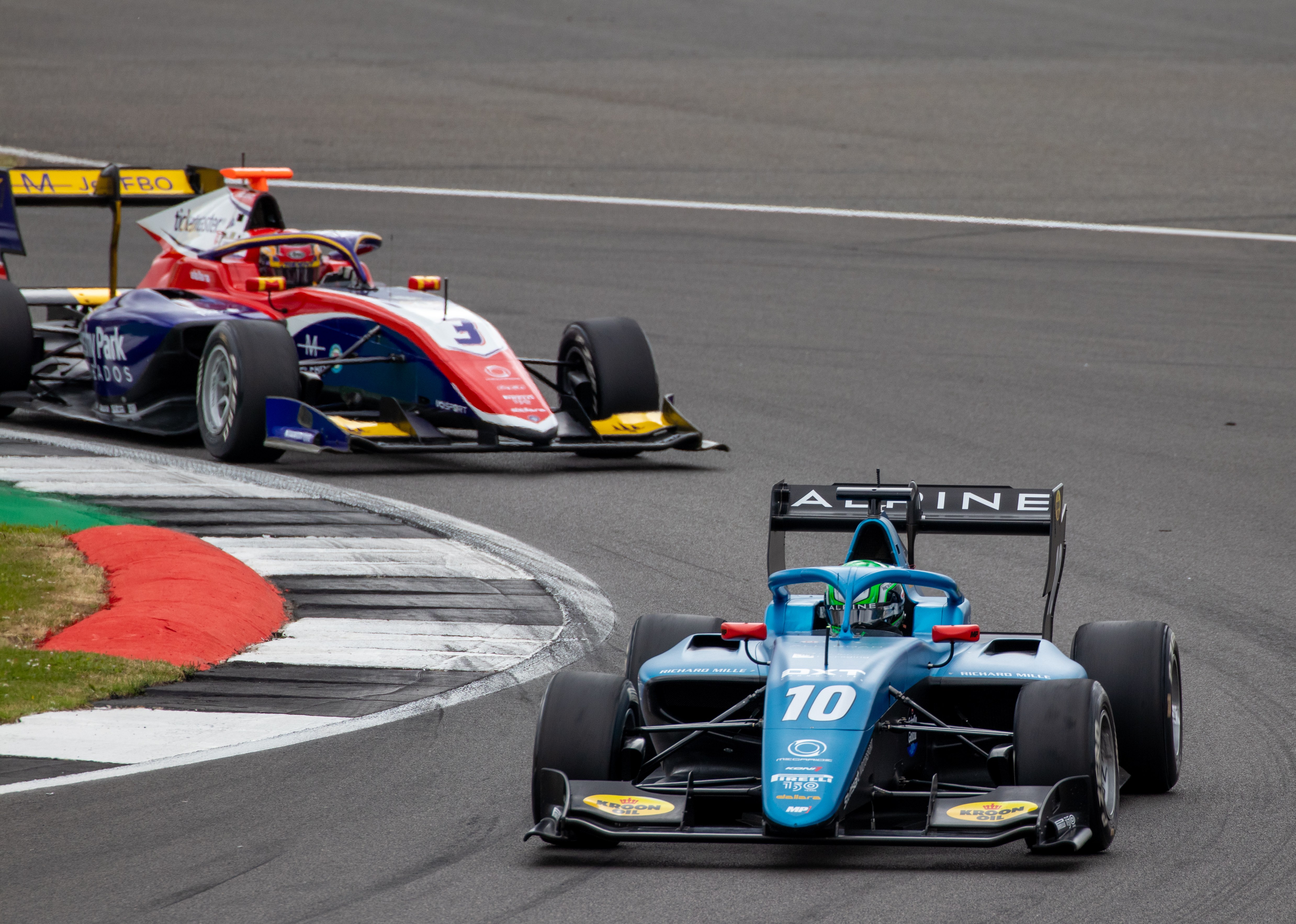
Una gara della stagione 2022 sul circuito di Silverstone

Le gare vengono svolte a supporto dei gran premi del campionato mondiale di F1, per lo più quelli corsi in Europa, esattamente come in Formula 2. Il format, per le stagioni 2019 e 2020 è stato simile a quello della categoria superiore, ovvero due gare nello stesso weekend, con la griglia di partenza della gara 2 invertita rispetto all'ordine d'arrivo dei primi dieci della gara 1. Nel 2021 viene modificato il format della serie, con tre gare per evento. La qualifica del venerdì compone la griglia della terza gara, mentre per la prima corsa avviene l'inversione dei primi dodici classificati della qualifica. Per stabilire lo schieramento della seconda gara si utilizza la classifica finale di gara 1, ma con i primi dodici al traguardo in posizione invertita, e a seguire gli altri dal tredicesimo in poi.
Dal 2022 si tornano a correre due gare per weekend. La Sprint Race si svolge di sabato e la griglia viene formata dall'inversione dei primi dodici rispetto alle qualifiche (svolte il venerdì), e attribuisce meno punti rispetto alle stagioni precedenti. La Feature Race si svolge la domenica con la griglia stabilita dalle qualifiche.
Durante il weekend si svolgono una sessione di prove libere di 45 minuti, una sessione di qualifica di 30 minuti, e le gare, che hanno un chilometraggio prestabilito ma non possono andare oltre i 40 minuti.

### Sistema di punteggio
Il sistema di punteggio del campionato nel 2019 è stabilito seguendo quello previsto per la Formula 2, con assegnazione di punti ai primi 10 al traguardo di gara 1 e ai primi 8 otto della gara 2, con la previsione di punti aggiuntivi per pole position e giro più veloce. La classifica per le squadre è calcolata sommando i punti assegnati a tutti i piloti iscritti.
| Sistema di punteggio | Sistema di punteggio | Sistema di punteggio | Sistema di punteggio | Sistema di punteggio | Sistema di punteggio | Sistema di punteggio | Sistema di punteggio | Sistema di punteggio | Sistema di punteggio | Sistema di punteggio | Sistema di punteggio | Sistema di punteggio |
| Posizione            | 1º                   | 2º                   | 3º                   | 4º                   | 5º                   | 6º                   | 7º                   | 8º                   | 9º                   | 10º                  | Pole                 | GPV                  |
| -------------------- | -------------------- | -------------------- | -------------------- | -------------------- | -------------------- | -------------------- | -------------------- | -------------------- | -------------------- | -------------------- | -------------------- | -------------------- |
| Gara 1               | 25                   | 18                   | 15                   | 12                   | 10                   | 8                    | 6                    | 4                    | 2                    | 1                    | 4                    | 2                    |
| Gara 2               | 15                   | 12                   | 10                   | 8                    | 6                    | 4                    | 2                    | 1                    |                      |                      |                      | 2                    |

Per il 2020 il sistema cambia per gara 2, permettendo di prendere punti ai primi 10.
| Sistema di punteggio | Sistema di punteggio | Sistema di punteggio | Sistema di punteggio | Sistema di punteggio | Sistema di punteggio | Sistema di punteggio | Sistema di punteggio | Sistema di punteggio | Sistema di punteggio | Sistema di punteggio | Sistema di punteggio | Sistema di punteggio |
| Posizione            | 1º                   | 2º                   | 3º                   | 4º                   | 5º                   | 6º                   | 7º                   | 8º                   | 9º                   | 10º                  | Pole                 | GPV                  |
| -------------------- | -------------------- | -------------------- | -------------------- | -------------------- | -------------------- | -------------------- | -------------------- | -------------------- | -------------------- | -------------------- | -------------------- | -------------------- |
| Gara 1               | 25                   | 18                   | 15                   | 12                   | 10                   | 8                    | 6                    | 4                    | 2                    | 1                    | 4                    | 2                    |
| Gara 2               | 15                   | 12                   | 10                   | 8                    | 6                    | 5                    | 4                    | 3                    | 2                    | 1                    |                      | 2                    |

Nella stagione 2021, a seguito del cambio di format, viene utilizzato il seguente sistema:
| Sistema di punteggio | Sistema di punteggio | Sistema di punteggio | Sistema di punteggio | Sistema di punteggio | Sistema di punteggio | Sistema di punteggio | Sistema di punteggio | Sistema di punteggio | Sistema di punteggio | Sistema di punteggio | Sistema di punteggio | Sistema di punteggio |
| Posizione            | 1º                   | 2º                   | 3º                   | 4º                   | 5º                   | 6º                   | 7º                   | 8º                   | 9º                   | 10º                  | Pole                 | GPV                  |
| -------------------- | -------------------- | -------------------- | -------------------- | -------------------- | -------------------- | -------------------- | -------------------- | -------------------- | -------------------- | -------------------- | -------------------- | -------------------- |
| Gara 1 e 2           | 15                   | 12                   | 10                   | 8                    | 6                    | 5                    | 4                    | 3                    | 2                    | 1                    |                      | 2                    |
| Gara 3               | 25                   | 18                   | 15                   | 12                   | 10                   | 8                    | 6                    | 4                    | 2                    | 1                    | 4                    | 2                    |

Dal 2022 viene utilizzato il seguente sistema:
| Sistema di punteggio | Sistema di punteggio | Sistema di punteggio | Sistema di punteggio | Sistema di punteggio | Sistema di punteggio | Sistema di punteggio | Sistema di punteggio | Sistema di punteggio | Sistema di punteggio | Sistema di punteggio | Sistema di punteggio | Sistema di punteggio |
| Posizione            | 1°                   | 2°                   | 3°                   | 4°                   | 5°                   | 6°                   | 7°                   | 8°                   | 9°                   | 10°                  | Pole                 | GPV                  |
| -------------------- | -------------------- | -------------------- | -------------------- | -------------------- | -------------------- | -------------------- | -------------------- | -------------------- | -------------------- | -------------------- | -------------------- | -------------------- |
| Sprint Race          | 10                   | 9                    | 8                    | 7                    | 6                    | 5                    | 4                    | 3                    | 2                    | 1                    |                      | 1                    |
| Feature Race         | 25                   | 18                   | 15                   | 12                   | 10                   | 8                    | 6                    | 4                    | 2                    | 1                    | 2                    | 1                    |

### Circuiti
Nella prima stagione vengono svolti 8 appuntamenti, tutti a supporto di Gran Premi di Formula 1.

#### Tabella Circuiti
| Circuito                             | Presenze | Stagioni di utilizzo |
| ------------------------------------ | -------- | -------------------- |
| Circuito di Catalogna                | 6        | 2019-2024            |
| Red Bull Ring                        | 6        | 2019-2024            |
| Hungaroring                          | 6        | 2019-2024            |
| Circuito di Spa-Francorchamps        | 6        | 2019-2024            |
| Circuito di Silverstone              | 5        | 2019-2020, 2022-2024 |
| Autodromo nazionale di Monza         | 5        | 2019-2020, 2022-2024 |
| Autodromo di Soči                    | 2        | 2019, 2021           |
| Circuito Paul Ricard                 | 2        | 2019, 2021           |
| Circuito di Zandvoort                | 2        | 2021-2022            |
| Bahrain International Circuit        | 3        | 2022-2024            |
| Circuito Albert Park                 | 2        | 2023-2024            |
| Autodromo internazionale del Mugello | 1        | 2020                 |
| Autodromo Enzo e Dino Ferrari        | 2        | 2022, 2024           |
| Circuito Albert Park                 | 1        | 2023                 |
| Circuito di Monte Carlo              | 2        | 2023-2024            |

Tabella aggiornata alla fine della stagione 2024

### Squadre
Il format prevede la presenza di 10 team, ciascuno dei quali porta in pista tre vetture. Vengono selezionati 5 team provenienti dalla GP3 Series (ART Grand Prix, Trident Racing, Campos Racing, MP Motorsport e Jenzer Motorsport), 3 squadre provenienti dalla F3 europea (Prema Powerteam, Carlin Motorsport e Hitech Grand Prix) e 2 nuovi ingressi: la Charouz Racing System, già presente in Formula 2, e la HWA Racelab, "costola" della Mercedes uscita dal DTM.
Dal 2022 il team olandese Van Amersfoort Racing prende parte al campionato al posto dell'uscente HWA Racelab. Dal 2023 il team tedesco PHM Racing prende parte al campionato al posto della Charouz. Dalla stagione 2025 il team Jenzer esce dalla serie e al suo posto entra il team DAMS.

#### Tabella Squadre
| Squadra                           | Stagioni | Periodo   | Gare | Vittorie | Pole | Titoli piloti        | Titoli squadra                  |
| --------------------------------- | -------- | --------- | ---- | -------- | ---- | -------------------- | ------------------------------- |
| ART Grand Prix                    | 5        | 2019-     | 90   | 8        | 6    | 1 (2022)             | 0                               |
| Carlin                            | 5        | 2019-     | 90   | 0        | 1    | 0                    | 0                               |
| Jenzer Motorsport                 | 5        | 2019-     | 90   | 2        | 0    | 0                    | 0                               |
| Trident                           | 5        | 2019-     | 90   | 16       | 9    | 1 (2023)             | 1 (2021)                        |
| Campos                            | 5        | 2019-     | 90   | 5        | 2    | 0                    | 0                               |
| MP Motorsport                     | 5        | 2019-     | 90   | 8        | 3    | 0                    | 0                               |
| Prema Racing                      | 5        | 2019-     | 90   | 30       | 13   | 3 (2019, 2020, 2021) | 5 (2019, 2020,2022, 2023, 2024) |
| Hitech Grand Prix                 | 5        | 2019-     | 90   | 13       | 5    | 0                    | 0                               |
| Charouz Racing System/ PHM Racing | 5        | 2019-     | 90   | 1        | 0    | 0                    | 0                               |
| HWA Racelab                       | 3        | 2019-2021 | 54   | 4        | 1    | 0                    | 0                               |
| Van Amersfoort Racing             | 2        | 2022-     | 36   | 3        | 1    | 0                    | 0                               |

Tabella aggiornata alla fine del Campionato 2023

### Piloti
Nella prima stagione vengono schierati un totale di 30 piloti sulla griglia. Tutti i piloti che partecipano al campionato devono possedere una licenza FIA Grado A o B. I risultati ottenuti nel campionato servono per accumulare punti al fine di ottenere la Superlicenza FIA, che consente a un piloti di competere in F1. Per ottenere la Superlicenza un pilota deve sommare almeno 40 punti, nei tre anni precedenti la richiesta della Superlicenza.

### Record
- Maggior numero di punti: 284,5 (Frederik Vesti)
- Maggior numero di punti in una stagione: 212 (Robert Švarcman)
- Maggior numero di vittorie: 4 (Frederik Vesti, Dennis Hauger, Jack Doohan, Zak O'Sullivan, Franco Colapinto, Arvid Lindblad)
- Maggior numero di vittorie in una stagione: 4 (Dennis Hauger, Jack Doohan, Zak O'Sullivan, Arvid Lindblad)
- Maggior numero di podi: 12 (Victor Martins)
- Maggior numero di podi in una stagione: 10 (Robert Švarcman)
- Maggior numero di gare disputate: 56 (Roman Staněk, Caio Collet, Rafael Villagómez)

## Albo d'oro
| Stagione | Campione                     | Secondo                  | Terzo                     | Team campione      |
| -------- | ---------------------------- | ------------------------ | ------------------------- | ------------------ |
| 2019     | Robert Švarcman (Prema)      | Marcus Armstrong (Prema) | Jehan Daruvala (Prema)    | Prema Powerteam    |
| 2020     | Oscar Piastri (Prema)        | Théo Pourchaire (ART GP) | Logan Sargeant (Prema)    | Prema Powerteam    |
| 2021     | Dennis Hauger (Prema)        | Jack Doohan (Trident)    | Clément Novalak (Trident) | Trident Motorsport |
| 2022     | Victor Martins (ART GP)      | Zane Maloney (Trident)   | Oliver Bearman (Prema)    | Prema Powerteam    |
| 2023     | Gabriel Bortoleto (Trident)  | Zak O'Sullivan (Prema)   | Paul Aron (Prema)         | Prema Powerteam    |
| 2024     | Leonardo Fornaroli (Trident) | Gabriele Minì (Prema)    | Luke Browning (Hitech)    | Prema Powerteam    |